# Negativer Frieden
Negativer Frieden ist ein Konzept des norwegischen Friedensforschers Johan Galtung, das er um 1971 entwickelte. Gemeint ist damit ein Frieden, der durch die Abwesenheit von direkter Gewalt besteht, insbesondere der Abwesenheit von organisierter militärischer Gewaltanwendung.
Die Ziele des negativen Friedens sind zum einen die Beendigung der gewaltförmigen Konfliktaustragung, Waffenstillstand/-ruhe, Friedensverträge und eine ständige Sicherheit für die Bevölkerung. Damit stellt die Realisierung des negativen Friedens, als Conditio sine qua non eine wesentliche Voraussetzung für den positiven Frieden dar, der durch den weitgehenden Abbau struktureller Gewalt definiert ist.